# El queso y los gusanos
El queso y los gusanos: el cosmos de un molinero del siglo XVI (título original: Il formaggio e i vermi. Il cosmo di un mugnaio del '500) es una obra historiográfica del historiador italiano Carlo Ginzburg, publicada en 1976. Es una de las obras más importantes del movimiento historiográfico conocido como microhistoria y, más en general, de la llamada nueva historia, la más difundida, habiendo sido traducida a una veintena de lenguas. En ella Ginzburg reconstruye la vida de Domenico Scandella, llamado Menocchio, un molinero que nació y vivió, entre el año 1532 y 1601, en las colinas del Friul, a 25 kilómetros al norte de Pordenone, desde el que se divisan los Alpes del Véneto, de cuya vida se tienen noticias gracias a las actas del proceso inquisitorial al que se tuvo que enfrentar por su poco convencional concepción del mundo, que era interpretada por sus acusadores desde el prisma reduccionista de las opiniones religiosas. 

## El queso y los gusanoscomo microhistoria
El queso y los gusanos es un libro paradigmático de la corriente conocida como microhistoria por el hecho de reconstruir la biografía de un personaje de las clases populares, que en condiciones normales hubiera estado condenado al anonimato, a no dejar ninguna traza en la historia. Gracias al hecho de que Menocchio se formase unas ideas sobre la religión y el origen del mundo originales, y de que fuese juzgado por ello por la Inquisición, quedando de esta manera documentos escritos, le fue posible a Ginzburg reconstruir su vida, sus opiniones y el mundo en que vivió.
Además el trabajo del queso y los gusanos, es una forma de dar a conocer la historia regional de tal manera que fue un impacto mundial llevándola o convirtiéndose en una historia completamente mundial.

## Tesis deEl queso y los gusanos
Además de relatar la peripecia de Menocchio, Ginzburg desarrolla en El queso y los gusanos, una hipótesis sobre la cultura popular en la Edad Media a partir del caso del molinero italiano. Según el pensamiento de Menocchio, quien negaba que Dios hubiese creado el mundo y creía que este se había generado a partir de un caos primigenio, del que habrían surgido Dios y los ángeles, como los gusanos del queso -según la creencia de la generación espontánea-, cree posible Ginzburg rastrear un pensamiento popular vigente durante toda la Edad Media caracterizado por el materialismo, refractario al dogma oficial de la Iglesia católica, que hundiría sus raíces en la época precristiana. En opinión de Ginzburg, las ideas de Menocchio, quien además negaba la divinidad de Cristo, la validez de los sacramentos y afirmaba la equivalencia de las distintas religiones, surgirían del contacto de esa mentalidad campesina con la lectura de los pocos libros a que Menocchio tuvo acceso en su vida. El historiador italiano analiza, a partir del contraste entre los textos que Menocchio confesó haber leído y las opiniones que de ellos había extraído, cómo el molinero interpretó de manera errónea muchos pasajes, o sacó de ellos conclusiones más atrevidas que las que el texto permitía, en lo que ve una prueba de que las ideas provenientes de esa mentalidad popular estaban mediatizando su lectura.
Según Ginzburg, las ideas de Mennochio no pueden explicarse únicamente a partir de posibles influencias como las del luteranismo, el anabaptismo o el islamismo (se cree que Menocchio pudo haber leído una traducción italiana del Corán), sino que deben insertarse en el contexto de una cultura popular que si bien entra en relación con la cultura de las clases dominantes no es un mero reflejo de esta.